# Ascoli Calcio 1898 1976-1977
Questa pagina raccoglie le informazioni riguardanti l'Ascoli Calcio 1898 nelle competizioni ufficiali della stagione 1976-1977.

## Stagione
L'Ascoli di Enzo Riccomini in questa stagione è una squadra a due facce, travolgente e imbattuto al Del Duca, dove raccoglie 31 dei 37 punti messi insieme in tutta la stagione, debole e remissivo in trasferta, dove subisce 13 sconfitte. La somma di tutto questo è un torneo di centro classifica. 
Dopo una partenza altalenante, prima di Natale con la sconfitta di Avellino (2-0), Costantino Rozzi ha tentato il cambio del tecnico, con Giovanni Mialich in sella, però senza risultati apprezzabili, per poi ritornare dopo un paio di mesi a Enzo Riccomini che porta a termine la stagione. Il campionato è stato vinto dal L.R. Vicenza con 51 punti, con i veneti salgono in Serie A il Pescara e l'Atalanta. Retrocedono la Spal. il Catania ed il Novara. Segnano 27 reti la coppia del goal formata da Silvano Villa e Flaviano Zandoli, di cui 15 il primo e 12 il secondo.
Nella Coppa Italia i bianconeri prima del campionato disputano il quinto girone di qualificazione, vinto a sorpresa dal Lecce davanti al Torino.

## Rosa
| N. |                   | Ruolo | Calciatore           |
| -- | ----------------- | ----- | -------------------- |
|    | Italia (bandiera) | D     | Donato Anzivino      |
|    | Italia (bandiera) | D     | Giuliano Castoldi    |
|    | Italia (bandiera) | D     | Mario Colautti       |
|    | Italia (bandiera) | A     | Pierino Ghetti       |
|    | Italia (bandiera) | P     | Marcello Grassi      |
|    | Italia (bandiera) | D     | Gaetano Legnaro      |
|    | Italia (bandiera) | D     | Antonio Logozzo      |
|    | Italia (bandiera) | C     | Guido Magherini      |
|    | Italia (bandiera) | D     | Gilberto Mancini     |
|    | Italia (bandiera) | D     | Giuseppe Marozzi     |
|    | Italia (bandiera) | C     | Antonio Mastrangioli |

| N. |                   | Ruolo | Calciatore         |
| -- | ----------------- | ----- | ------------------ |
|    | Italia (bandiera) | C     | Mario Morello      |
|    | Italia (bandiera) | C     | Adelio Moro        |
|    | Italia (bandiera) | D     | Eugenio Perico     |
|    | Italia (bandiera) | A     | Giovanni Quadri    |
|    | Italia (bandiera) | A     | Luigi Quaresima    |
|    | Italia (bandiera) | C     | Elvio Salvori      |
|    | Italia (bandiera) | P     | Ernesto Sclocchini |
|    | Italia (bandiera) | D     | Francesco Scorsa   |
|    | Italia (bandiera) | A     | Silvano Villa      |
|    | Italia (bandiera) | C     | Mario Vivani       |
|    | Italia (bandiera) | A     | Flaviano Zandoli   |

## Risultati

### Serie B

#### Girone di andata
| Arbitro: | Barbaresco (Cormons) |

|             |           |                   |
| Zandoli 23’ | Marcatori | 30’ (aut.) Ghetti |

| Rimini 3 ottobre 1976 2ª giornata | Rimini           | 0 – 0 | Ascoli | Stadio Romeo Neri\| Arbitro: \| Ciacci (Firenze) \| |
| Arbitro:                          | Ciacci (Firenze) |       |        |                                                     |

| Arbitro: | Lo Bello (Siracusa) |

|            |           |  |
| Scorsa 81’ | Marcatori |  |

| Arbitro: | Bergamo (Livorno) |

|                               |           |             |
| Zucchini 1’ Nobili 85’ (rig.) | Marcatori | 76’ Zandoli |

| Arbitro: | Mascia (Milano) |

|             |           |  |
| S. Villa 2’ | Marcatori |  |

| Arbitro: | Benedetti (Roma) |

|                   |           |             |
| Vivani 44’ (aut.) | Marcatori | 85’ Zandoli |

| Arbitro: | Prati (Parma) |

|                          |           |  |
| Zandoli 53’ S. Villa 79’ | Marcatori |  |

| Arbitro: | Michelotti (Parma) |

|                        |           |             |
| F. Chimenti 49’ (rig.) | Marcatori | 82’ A. Moro |

| Arbitro: | Barboni (Firenze) |

|                                 |           |                                |
| A. Moro 42’ (rig.) S. Villa 53’ | Marcatori | 49’ Manfrin 89’ (aut.) Salvori |

| Arbitro: | Schena (Foggia) |

|                                 |           |  |
| Legnaro 65’ (aut.) Bertuzzo 68’ | Marcatori |  |

| Arbitro: | Lapi (Firenze) |

|                                 |           |             |
| Berlanda 39’ (aut.) Zandoli 77’ | Marcatori | 22’ Fiorini |

| Arbitro: | Terpin (Trieste) |

|                                                      |           |                     |
| Perico 43’ (aut.) De Lorentis 47’ Manueli 80’ (rig.) | Marcatori | 90’ (aut.) Ferrario |

| Arbitro: | Prati (Parma) |

|                         |           |  |
| Traini 26’ Lombardi 50’ | Marcatori |  |

| Arbitro: | Parussini (Udine) |

|                                           |           |                            |
| S. Villa 32’ Zandoli 44’, 53’ A. Moro 82’ | Marcatori | 76’ B. Mutti 85’ Angelozzi |

| Arbitro: | Vannucchi (Bologna) |

|                          |           |  |
| Zandoli 85’ S. Villa 87’ | Marcatori |  |

| Arbitro: | Pieri (Genova) |

|              |           |  |
| Bellotto 17’ | Marcatori |  |

| Arbitro: | Artico (Padova) |

|                          |           |  |
| Zandoli 78’ S. Villa 80’ | Marcatori |  |

| Arbitro: | Lazzaroni (milano) |

|                                   |           |              |
| Romanzini 22’ (rig.) Nardello 83’ | Marcatori | 20’ S. Villa |

| Arbitro: | Mascia (Milano) |

|            |           |                |
| Vivani 73’ | Marcatori | 56’ Roccotelli |

#### Girone di ritorno
| Arbitro: | Benedetti (Roma) |

|                                                   |           |  |
| Fontolan 6’ Bonaldi 16’ Scanziani 32’ Iachini 43’ | Marcatori |  |

| Ascoli Piceno 20 febbraio 1977 21ª giornata | Ascoli        | 0 – 0 | Rimini | Stadio Cino e Lillo Del Duca\| Arbitro: \| Longhi (Roma) \| |
| Arbitro:                                    | Longhi (Roma) |       |        |                                                             |

| Arbitro: | Barboni (Firenze) |

|                      |           |                   |
| Biondi 11’ Loddi 79’ | Marcatori | 54’ (aut.) Biondi |

| Ascoli Piceno 6 marzo 1977 23ª giornata | Ascoli                 | 0 – 0 | Pescara | Stadio Cino e Lillo Del Duca\| Arbitro: \| F. Panzino (Catanzaro) \| |
| Arbitro:                                | F. Panzino (Catanzaro) |       |         |                                                                      |

| Novara 13 marzo 1977 24ª giornata | Novara           | 0 – 0 | Ascoli | Stadio Comunale\| Arbitro: \| Terpin (Trieste) \| |
| Arbitro:                          | Terpin (Trieste) |       |        |                                                   |

| Arbitro: | Lapi (Firenze) |

|                            |           |              |
| Magherini 53’ S. Villa 79’ | Marcatori | 75’ P. Rossi |

| Arbitro: | Tonolini (Milano) |

|                                  |           |              |
| Osellame 32’ Brignani 82’ (rig.) | Marcatori | 64’ S. Villa |

| Arbitro: | Lattanzi (Roma) |

|              |           |  |
| S. Villa 13’ | Marcatori |  |

| Arbitro: | Schena (Foggia) |

|                         |           |            |
| Gibellini 22’ Paina 32’ | Marcatori | 8’ A. Moro |

| Ascoli Piceno 17 aprile 1977 29ª giornata | Ascoli         | 0 – 0 | Atalanta | Stadio Cino e Lillo Del Duca\| Arbitro: \| Pieri (Genova) \| |
| Arbitro:                                  | Pieri (Genova) |       |          |                                                              |

| Brescia 24 aprile 1977 30ª giornata | Brescia             | 0 – 0 | Ascoli | Stadio Mario Rigamonti\| Arbitro: \| Vannucchi (Bologna) \| |
| Arbitro:                            | Vannucchi (Bologna) |       |        |                                                             |

| Arbitro: | Celli (Trieste) |

|               |           |  |
| Magherini 32’ | Marcatori |  |

| Arbitro: | Lo Bello (Siracusa) |

|                                 |           |            |
| S. Villa 9’, 87’ (rig.) A. Moro | Marcatori | 51’ Gritti |

| Arbitro: | Redini (Pisa) |

|              |           |            |
| B. Mutti 31’ | Marcatori | 69’ Quadri |

| Arbitro: | Lops (Torino) |

|                                          |           |                         |
| Ardemagni 8’ Sanseverino 45’ Tosetto 60’ | Marcatori | 17’ S. Villa 82’ Quadri |

| Arbitro: | Barbaresco (Cormons) |

|             |           |  |
| S. Villa 7’ | Marcatori |  |

| Arbitro: | Ciulli (Roma) |

|                                    |           |                          |
| Mendoza 19’ Casone 54’ Pezzato 71’ | Marcatori | 42’ Zandoli 87’ S. Villa |

| Ascoli Piceno 12 giugno 1977 37ª giornata | Ascoli                 | 0 – 0 | Taranto | Stadio Cino e Lillo Del Duca\| Arbitro: \| F. Panzino (Catanzaro) \| |
| Arbitro:                                  | F. Panzino (Catanzaro) |       |         |                                                                      |

| Arbitro: | Lattanzi (Roma) |

|                             |           |                         |
| Virdis 21’, 50’ Ferrari 81’ | Marcatori | 57’, 68’ (rig.) Zandoli |

### Coppa Italia

#### Quinto Girone
| Arbitro: | F. Panzino (Catanzaro) |

|           |           |  |
| Zagano 7’ | Marcatori |  |

| 1º settembre 1976 2ª giornata |  | – Turno di riposo ASCOLI |  |  |

| Ascoli Piceno 5 settembre 1976 3ª giornata | Ascoli                      | 0 – 0 | Taranto | Stadio Cino e Lillo Del Duca\| Arbitro: \| Esposito (Torre Annunziata) \| |
| Arbitro:                                   | Esposito (Torre Annunziata) |       |         |                                                                           |

| Ascoli Piceno 12 settembre 1976 4ª giornata | Ascoli         | 0 – 0 | Foggia | Stadio Cino e Lillo Del Duca\| Arbitro: \| Frasso (Capua) \| |
| Arbitro:                                    | Frasso (Capua) |       |        |                                                              |

| Arbitro: | Lazzaroni (Milano) |

|                                                             |           |            |
| F. Graziani 16’ Morello 46’ (aut.) Garritano 70’ Santin 90’ | Marcatori | 12’ Ghetti |

Classifica finale del quinto girone di qualificazione: Lecce punti 7, Torino punti 5, Foggia punti 4, Taranto e Ascoli punti 2.

## Statistiche

### Statistiche di squadra
| Competizione | Punti | In casa | In casa | In casa | In casa | In casa | In casa | In trasferta | In trasferta | In trasferta | In trasferta | In trasferta | In trasferta | Totale | Totale | Totale | Totale | Totale | Totale | DR |
| Competizione | Punti | G       | V       | N       | P       | Gf      | Gs      | G            | V            | N            | P            | Gf           | Gs           | G      | V      | N      | P      | Gf     | Gs     | DR |
| ------------ | ----- | ------- | ------- | ------- | ------- | ------- | ------- | ------------ | ------------ | ------------ | ------------ | ------------ | ------------ | ------ | ------ | ------ | ------ | ------ | ------ | -- |
| Serie B      | 37    | 19      | 12      | 7       | 0       | 26      | 9       | 19           | 0            | 6            | 13           | 15           | 34           | 38     | 12     | 13     | 13     | 41     | 43     | -2 |
| Coppa Italia | 2     | 2       | 0       | 2       | 0       | 0       | 0       | 2            | 0            | 0            | 2            | 1            | 5            | 4      | 0      | 2      | 2      | 1      | 5      | -4 |
| Totale       |       | 21      | 12      | 9       | 0       | 26      | 9       | 19           | 0            | 6            | 15           | 16           | 39           | 42     | 12     | 15     | 15     | 42     | 48     | -6 |

### Statistiche dei giocatori
| Giocatore       | Serie B  | Serie B | Serie B     | Serie B    | Coppa Italia | Coppa Italia | Coppa Italia | Coppa Italia | Totale   | Totale | Totale      | Totale     |
| Giocatore       | Presenze | Reti    | Ammonizioni | Espulsioni | Presenze     | Reti         | Ammonizioni  | Espulsioni   | Presenze | Reti   | Ammonizioni | Espulsioni |
| --------------- | -------- | ------- | ----------- | ---------- | ------------ | ------------ | ------------ | ------------ | -------- | ------ | ----------- | ---------- |
| D. Anzivino     | 29       | 0       | ?           | ?          | ?            | ?            | ?            | ?            | 29+      | 0+     | ?           | ?          |
| G. Castoldi     | 27       | 0       | ?           | ?          | ?            | ?            | ?            | ?            | 27+      | 0+     | ?           | ?          |
| M. Colautti     | 4        | 0       | ?           | ?          | ?            | ?            | ?            | ?            | 4+       | 0+     | ?           | ?          |
| P. Ghetti       | 3        | 0       | ?           | ?          | ?            | ?            | ?            | ?            | 3+       | 0+     | ?           | ?          |
| M. Grassi       | 36       | -38     | ?           | ?          | ?            | ?            | ?            | ?            | 36+      | -38+   | ?           | ?          |
| G. Legnaro      | 19       | 0       | ?           | ?          | ?            | ?            | ?            | ?            | 19+      | 0+     | ?           | ?          |
| A. Logozzo      | 3        | 0       | ?           | ?          | ?            | ?            | ?            | ?            | 3+       | 0+     | ?           | ?          |
| G. Magherini    | 35       | 2       | ?           | ?          | ?            | ?            | ?            | ?            | 35+      | 2+     | ?           | ?          |
| G. Mancini      | 28       | 0       | ?           | ?          | ?            | ?            | ?            | ?            | 28+      | 0+     | ?           | ?          |
| G. Marozzi      | 2        | 0       | ?           | ?          | ?            | ?            | ?            | ?            | 2+       | 0+     | ?           | ?          |
| A. Mastrangioli | 1        | 0       | ?           | ?          | ?            | ?            | ?            | ?            | 1+       | 0+     | ?           | ?          |
| M. Morello      | 24       | 0       | ?           | ?          | ?            | ?            | ?            | ?            | 24+      | 0+     | ?           | ?          |
| A. Moro         | 28       | 5       | ?           | ?          | ?            | ?            | ?            | ?            | 28+      | 5+     | ?           | ?          |
| E. Perico       | 26       | 0       | ?           | ?          | ?            | ?            | ?            | ?            | 26+      | 0+     | ?           | ?          |
| G. Quadri       | 10       | 2       | ?           | ?          | ?            | ?            | ?            | ?            | 10+      | 2+     | ?           | ?          |
| L. Quaresima    | 5        | 0       | ?           | ?          | ?            | ?            | ?            | ?            | 5+       | 0+     | ?           | ?          |
| E. Salvori      | 34       | 0       | ?           | ?          | ?            | ?            | ?            | ?            | 34+      | 0+     | ?           | ?          |
| E. Sclocchini   | 2        | -5      | ?           | ?          | ?            | ?            | ?            | ?            | 2+       | -5+    | ?           | ?          |
| F. Scorsa       | 33       | 1       | ?           | ?          | ?            | ?            | ?            | ?            | 33+      | 1+     | ?           | ?          |
| S. Villa        | 37       | 15      | ?           | ?          | ?            | ?            | ?            | ?            | 37+      | 15+    | ?           | ?          |
| M. Vivani       | 30       | 1       | ?           | ?          | ?            | ?            | ?            | ?            | 30+      | 1+     | ?           | ?          |
| F. Zandoli      | 30       | 12      | ?           | ?          | ?            | ?            | ?            | ?            | 30+      | 12+    | ?           | ?          |